# Philologica
Philologica ou résidence des étudiants de l'école supérieure d'éducation (finnois : Kasvatusopillisen korkeakoulun asuntola), est un bâtiment de l'université de Jyväskylä construit sur Seminaarinmäki à Jyväskylä en Finlande.